# Retrofleks lateral approksimant
Den retroflekse laterale approksimant er en konsonant. Den indikeres i det internationale fonetiske alfabet som span style="font-size:140%">⟨ɭ⟩, og dens X-SAMPA-symbol er l`.

## Egenskaber
Den velære laterale approksimant er:
- Pulmonisk-egressiv, hvilket betyder at den udtalas ved at lade lungerne trykke luft ud gennem taleapparatet.
- Stemt, hvilket betyder at stemmebåndet er spændt under udtalen og genererer dermed en tone.
- Retrofleks, hvilket betyder at den udtales med tungespidsen bagoverbøjet.
- Lateral, hvilket betyder at luftstrømmen bevæger sig langs tungens sider.
- Approksimant, hvilket betyder at luftstrømmen passerer gennem en indsnævring i taleapparatet, men ikke nok til at skabe turbulens.

## Anvendelse i sprog
| Sprog         | Sprog                           | Ord         | IPA         | Betydning      | Noter                                                                               |
| ------------- | ------------------------------- | ----------- | ----------- | -------------- | ----------------------------------------------------------------------------------- |
| Enindhilyagwa | Enindhilyagwa                   | marluwiya   | [maɭuwija]  | 'emu'          |                                                                                     |
| Færøsk        | Færøsk                          | árla        | [ɔɻɭa]      | 'tidlig, årle' | Allofon af /l/ efter /ɹ/.                                                           |
| Fransk        | Standardfransk                  | belle jambe | [bɛɭ ʒɑ̃b]   | 'smukt ben'    | Allofon af /l/ før /f/ og /ʒ/ for nogle talere.                                     |
| Kannada       | Kannada                         | ಎಳ್ಳು         | [ˈeɭɭu]     | 'sesam'        | Gengives ved ⟨ಳ⟩.                                                                   |
| Khanti        | Østlige og nord- lige dialekter | пуӆ         | [puɭ]       | 'bid'          |                                                                                     |
| Koreansk      | Koreansk                        | 하늘        | [hänɯɭ]     | 'himmel'       | Repræsenteres ved ⟨ㄹ⟩. Kan også udtales /l/. Udtales /ɾ/ i starten af en stavelse. |
| Malayalam     | Malayalam                       | മലയാളി        | [mɐl̪əjɐ̞ːɭ̺̠ɪ] | 'keralit'      | Aldrig som begyndelsesbogstav. Apikal og tilbagetrukket.                            |
| Mapudungun    | Mapudungun                      | mara        | [ˈmɐ̝ɭɜ]     | 'hare'         | En mulig realisering af /ʐ/; kan også være [ ʐ ] eller [ ɻ ] i stedet.              |
| Marathi       | Marathi                         | कुळ          | [kuɭa]      | 'klan'         |                                                                                     |
| Norsk         | Østlige og cen- trale dialekter | farlig      | [fɑːɭi]     | 'farlig'       |                                                                                     |
| Punjabi       | Punjabi                         | ਤ੍ਰੇਲ਼         | [t̪reɪɭ]     | 'dug (vand)'   | Oftest i landlige dialekter. Skrives ⟨ਲ਼⟩.                                           |
| Svensk        | Svensk                          | sorl        | [soːɭ]      | 'mumlen'       |                                                                                     |
| Tamil         | Tamil                           | புளி          | [puɭi]      | 'tamarind'     | Skrives ⟨ள்⟩.                                                                        |
| Telugu        | Telugu                          | నీళ్ళు         | [niːɭːu]    | 'vand'         | Skrives ⟨ళ⟩.                                                                        |